# Kvaløya (Troms)
 For alternative betydninger, se  Kvaløya . (Se også artikler, som begynder med  Kvaløya )
Kvaløya (Nordsamisk: Sállir) er Norges femte største ø. Hele øen ligger i Tromsø kommune i Troms og Finnmark fylke. De største byer er Kvaløysletta, Storelva, Kaldfjord, Brensholmen og Ersfjordbotn, men der er spredt bebyggelse langs kysten over næsten hele øen.

## Geografi og geologi
Kvaløya er knyttet til Tromsøya med Sandnessundbroen. Kvaløya har også broforbindelse til Håkøya, som ligger i Sandnessundet, mellem Kvaløya og Tromsøya. Videre går Kvalsundtunnelen til Ringvassøya mod nord. Mod syd giver Ryatunnelen forbindelse fra Larseng til Balsnes på Malangshalvøen. I sydvest går der om sommeren færge mellem Brensholmen og Botnhamn på Senja. Der går også færge/båd til Vengsøya og Tussøya. I vest er der broforbindelse til Store Sommarøya.
Geografisk er Kvaløya næsten delt i tre af fjordene Ersfjorden og Kaldfjorden. Store dele af øen er fjeldlandskab. Det højeste fjeld er Store Blåmann der er 1.044 moh.
På øerne nord for Tromsø findes tonalit (en) og tonalittisk gnejs. De ældste bjergarter er 2.880 millioner år gamle, og dette område er specielt ved at bjergarterne er kun er lidt påvirket af metamorfose og de har altså undgået den kaledonske bjergkædefoldning.
Langs nordsiden af Ersfjorden findes den op til 1.800 millioner år gamle Ersfjordgranit. Dette er en arkæisk dybbjergart som sandsynligvis er en vestlig forlængelse af tilsvarende mere metamorfe bjergarter i Finnmark.

## Historie
For omkring 10.r0 år siden kom de første mennesker til dette område. Kendt er blandt andet «Helleristningerne på Skavberget (no)». Når der, på den tid, kom ny bosætning, kom de rejsende langs kysten og bosatte sig da ofte på de yderste næs, holme og øer for at være så tæt på fiskeområderne som muligt. I 600-tallet begyndte der at komme spredt bebyggelse i Troms. Fra 1100–1200 tallet er der blevet fundet rester af gamle kåter og kirker på øerne ud for Kvaløya. Fra 1500-1600-tallet var der mange steder på ydersiden af Kvaløya som var befolket. Når så folketellingene begyndere i 1600-tallet ser man mere nøjagtigt størrelsen på de forskellige gårde. Efter at fiskeflåden begyndte at blive motoriseret blev de mest vejrudsatte bygder på øerne og på ydersiden af Kvaløya fraflyttet. Folk bosatte sig længere inde i fjordene, Kaldfjorden, Kattfjorden og Ersfjorden. Mange andre steder på hele øen blev også større og specielt indersiden mod øst, Kvaløysletten, fik en stor befolkningsvækst fra 1970'erne, da der kom bro til Tromsø.

### 2000-tallet
Kvaløysletten er for længst vokset sammen med byen Tromsø og er pr. 1. januar 2016 en bydel med 8.556 indbyggere. Kvaløya er i 2000-tallet blevet et populært turistmål, både på grund af sine fjelde og de muligheder de giver, men også hvalsafarier og nordlysturisme er øget kraftigt på øen. Dette har også skapt en del arbejdspladser.